# Christian Liedtke (Buchdrucker)
Christian Liedtke (* 1733 in Wehlau (Pr.); † 1766 in Mitau) war hochfürstlicher Hofbuchdrucker des Herzogs von Kurland und Semgallen.

## Leben
Er machte eine Buchdruckerlehre und wurde Faktor der Kloster-Buchdruckerei in Wilna. Vom Kanzler des Herzogtums Kurland und Semgallen, Dietrich von Keyserling, wurde er nach Mitau berufen, wo er 1761 hochfürstlicher Hofbuchdrucker wurde. 1762 kaufte er die Druckerei.
1766 wurde er Verleger der Mitauischen Nachrichten. 
Von 1766 bis 1769 war seine Witwe, Anna Maria Liedtke geb.Hordel(in), Inhaberin der Buchdruckerei, 1769 heiratete diese Johann Friedrich Steffenhagen, der dann sein Nachfolger als hochfürstlicher Hofbuchdrucker wurde.

## Druckerzeugnisse
- Rituale Sacramentorum aliarumque ecclesiae ceremoniarum, lotavice expositum et impressum, 1766, Lateinisch und lettisch
- Kursemmes jauna un pilnigu Dseesmu grahmata / Curländisches neues und vollständiges lettisches Gesangbuch, 1766, 7. Auflage
- Jaukas Passakas un Stahsti, von Gotthard Friedrich Stender,1766 (2. Aufl. 1789)